# Crenotermes olovens
Crenotermes olovens är en fjärilsart som beskrevs av Bethune-Baker 1908. Crenotermes olovens ingår i släktet Crenotermes och familjen nattflyn. Inga underarter finns listade i Catalogue of Life.